# ميخائيل بيغوفوي
ميخائيل بيغوفوي (بالروسية: Михаил Тимофеевич Береговой؛ 13 يناير 1918 - 30 مايو 2021) كان ضابطًا عسكريًا سوفيتيًا شغل عددًا من المناصب في قوات الدفاع الجوي السوفيتي، ووصل إلى رتبة ملازم أول.
ولد في ثورة أكتوبر والحرب الأهلية الروسية، أصبح بيرغوفوي مهتمًا بالابتكارات التقنية. أصبح إخوته طيارين، وحقق شقيقه الأصغر جورجي شهرة في الحرب العالمية الثانية، ولاحقًا كرائد فضاء وبطل الاتحاد السوفيتي مرتين. وبدلاً من ذلك التحق ميخائيل بمدرسة لينينغراد للمدفعية الفنية وعمل كضابط في قوات الدفاع الجوي السوفيتي. بعد الحرب عزز بيرجوغوي تخصصه بالدراسات في أكاديمية هندسة راديو المدفعية، ثم انضم إلى القوات التقنية الراديوية السوفيتية، في الوقت المناسب ليصبح رئيسًا لقوات هندسة الراديو في منطقة الدفاع الجوي في موسكو، حيث كان مسؤولاً عن المراقبة و توفير بيانات عن رحلات برنامج الفضاء السوفيتي المبكر. في عام 1969 أصبح رئيسًا لقوات الراديو الفنية السوفيتية، وهو المنصب الذي شغله حتى تقاعده عام 1983.
بلغ بيغوفوي سن 100 عام 2018، وهو حدث تميز ببرقيات التهنئة، بما في ذلك برقيات من فلاديمير بوتين. حصل خلال حياته المهنية على العديد من الجوائز والأوسمة، بما في ذلك وسامتين للراية الحمراء. توفي عام 2021 عن عمر يناهز 103 أعوام.